# کریگ راس جونیور
کریگ راس جونیور (انگلیسی: Craig Ross, Jr.) یک کارگردان اهل ایالات متحده آمریکا است. وی از سال ۱۹۹۸ میلادی تاکنون مشغول فعالیت بوده‌است.
وی کارگردان فیلم‌هایی همچون انگیزه‌ها، ۴۴۰۰، فرار از زندان، استخوان‌ها و ان‌سی‌آی‌اس بوده‌است.